# Eleccions legislatives austríaques de 2002
Les eleccions legislatives del 2002 a Àustria, al Consell Nacional van ser el 24 de novembre de 2002. Els populars foren la força més votada i Wolfgang Schüssel fou nomenat canceller

## Antecedents
Les desavinences del govern de coalició del Partit Popular (ÖVP) i el Partit de la Llibertat (FPÖ) desembocarien en la dimissió dels ministres del FPÖ i en la convocatòria d'eleccions anticipades en 2002.

## Resultats
Resum dels resultats electorals de 24 de novembre de 2002 al Consell Nacional d'Àustria
| Partits                                                                                               | Partits                                                                   | Vots      | +/-      | %     | +/-    | Escons | +/- |
| --- | ------------------------------------------------------------------------- | --------- | -------- | ----- | ------ | ------ | --- |
| | Partit Popular d'Àustria (Österreichische Volkspartei)                    | 2,076,833 | +833,161 | 42.30 | +15.39 | 79     | +27 |
| | Partit Socialdemòcrata d'Àustria (Sozialdemokratische Partei Österreichs) | 1,792,499 | +260,051 | 36.51 | +3.36  | 69     | +4  |
| | Partit Liberal d'Àustria (Freiheitliche Partei Österreichs)               | 491,328   | -752,759 | 10.01 | -16.90 | 18     | -34 |
| | Els Verds (Die Grünen – Die Grüne Alternative)                            | 464,980   | +122,720 | 9.47  | +2.07  | 17     | +3  |
| | Fòrum Liberal (Liberales Forum)                                           | 48,083    | -120,529 | 0.98  | -2.67  | —      | ±0  |
| | Partit Comunista d'Àustria (Kommunistische Partei Österreichs)            | 27,568    | +5,552   | 0.56  | +0.08  | —      | ±0  |
| | Partit Socialista d'Esquerra (Sozialistische LinksPartei) ¹               | 3,906     | *        | 0.08  | *      | —      | *   |
| | Els Demòcrates (Die Demokraten) ²                                         | 2,439     | *        | 0.05  | *      | —      | *   |
| | Comunitat Electoral Cristiana (Christliche Wählergemeinschaft) 3          | 2,009     | -1,021   | 0.04  | -0.03  | —      | ±0  |
| | Total (participació 84,27%; +3.85)                                        | 4,909,645 |          | 100.0 |        | 183    |     |
| Notes: * No es presentà el 1999. ¹ Només a Viena. ² Només a Viena i Vorarlberg. 3 Només a Vorarlberg. |                                                                           |           |          |       |        |        |     |
| Font: Siemens Austria, BMI                                                                            |                                                                           |           |          |       |        |        |     |